# Ichijō Ietsune
Ichijō Ietsune (一条 家経) (né le 22 décembre 1248, mort le 8 janvier 1293), fils du régent Ichijō Sanetsune, est un noble de cour japonais (kugyō) de l'époque de Kamakura (1185–1333). Il occupe un poste régent sesshō de 1274 à 1275. Uchitsune est son fils.

## Source de la traduction
- (en) Cet article est partiellement ou en totalité issu de l’article de Wikipédia en anglais intitulé « Ichijō Ietsune » (voir la liste des auteurs).